# Via Roma (Cagliari)
(Giuseppe Dessì, Paese d'ombre, 1972)
Via Roma è una strada urbana di Cagliari, situata nel quartiere della Marina.
Il tratto prospiciente il porto, con gli eleganti palazzi dotati di portici, dove si trovano numerosi caffè e negozi, è considerato uno dei "salotti" della città. Oltre questo tratto, compreso fra l'angolo con viale regina Margherita (ad est) e l'angolo con largo Carlo Felice (ad ovest) e che costituisce il limite sud del quartiere Marina, via Roma prosegue verso ovest nel quartiere Stampace, passando per piazza Matteotti, ove si affacciano il palazzo Civico e la stazione ferroviaria, fino ad incrociare viale Trieste.

## Storia

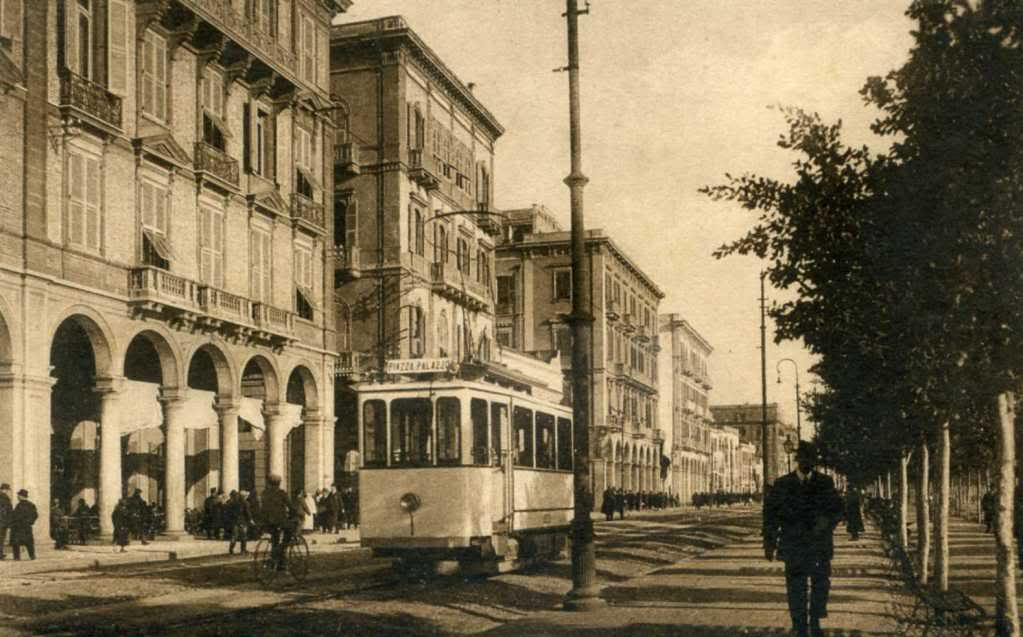
Via Roma negli anni trenta

Via Roma (precisamente il tratto di fronte al porto) venne inaugurata il 6 gennaio 1883. L'area attraversata dalla strada era precedentemente in gran parte occupata dalle mura e dai bastioni del quartiere Marina, smantellati a partire dal 1880 per esigenze igieniche e in seguito anche alle disposizioni del regio decreto del 31 dicembre 1866, con il quale la città di Cagliari perdeva la sua funzione di piazzaforte militare.

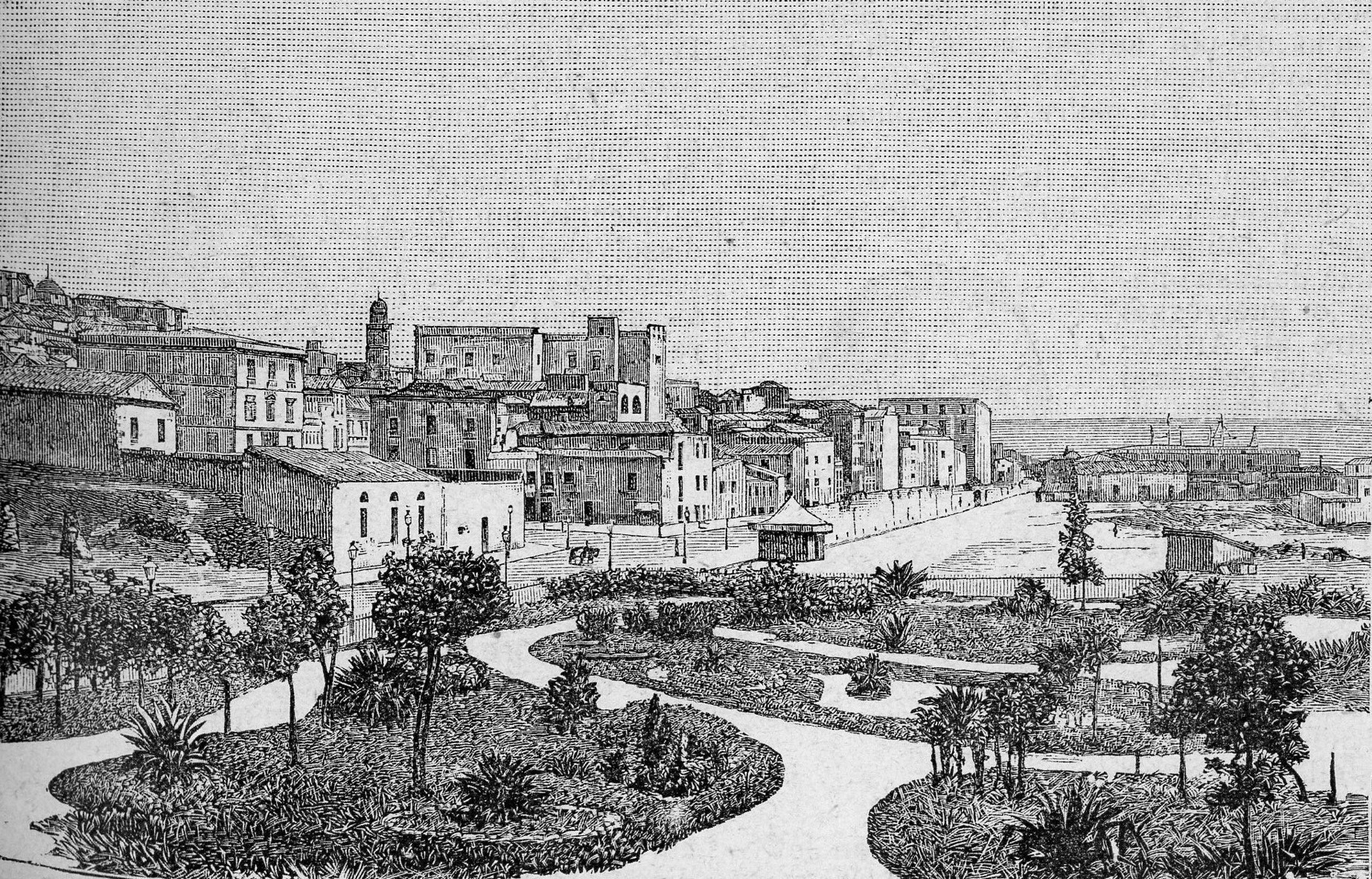
Cagliari – Via Roma (xilografia 1891)

Tra i bastioni del molo e le case della Marina di fronte, si trovava l'"antenata" dell'attuale via Roma, la via San Francesco al Molo (dal nome della chiesa dedicata a san Francesco di Paola). Verso ovest la via si faceva più stretta e irregolare e prendeva il nome di via delle Conce, perché qui sorgevano gli stabilimenti in cui si procedeva alla concia delle pelli. Ai bastioni del molo si addossava una serie di basse casette, caratterizzate dalla presenza di trattorie popolari.
Dalla graduale demolizione delle mura della Marina, oltre al lungomare di via Roma, vennero costituite anche le altre due importanti arterie di largo Carlo Felice e di viale regina Margherita.
Dopo la sua inaugurazione, via Roma venne abbellita dalla graduale costruzione della palazzata.

## Palazzata

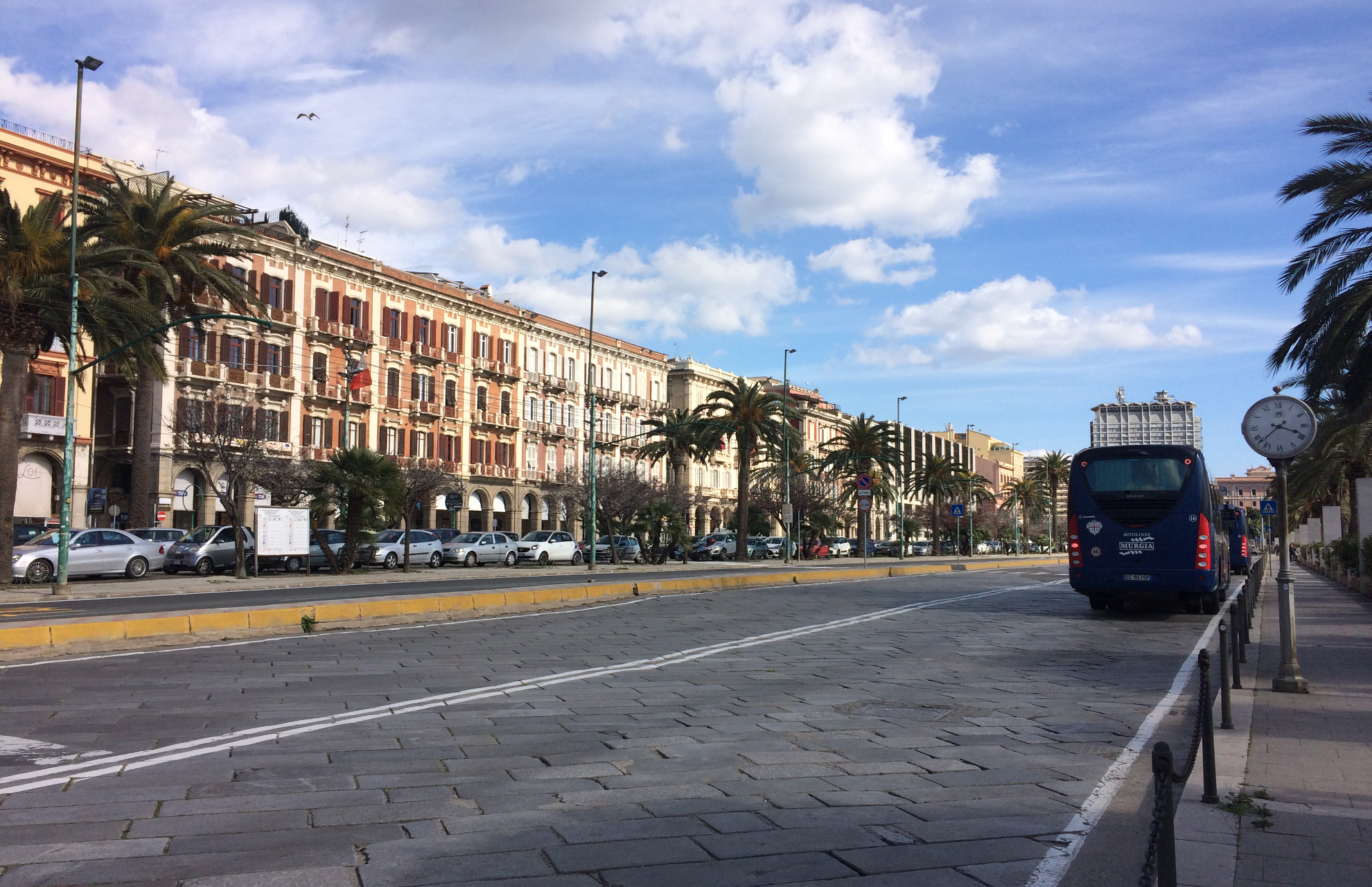
Palazzata di via Roma

La palazzata di via Roma, sorta tra il 1893 e il 1988 (anno di conclusione dei lavori del Palazzo del Consiglio regionale), si caratterizza per lo stile eclettico degli edifici porticati che la costituiscono, in cui si notano elementi classici, rinascimentali e decorazioni Liberty. Nel tratto del lungomare i palazzi sono intervallati dai diversi vicoli che salgono verso la parte alta della Marina.

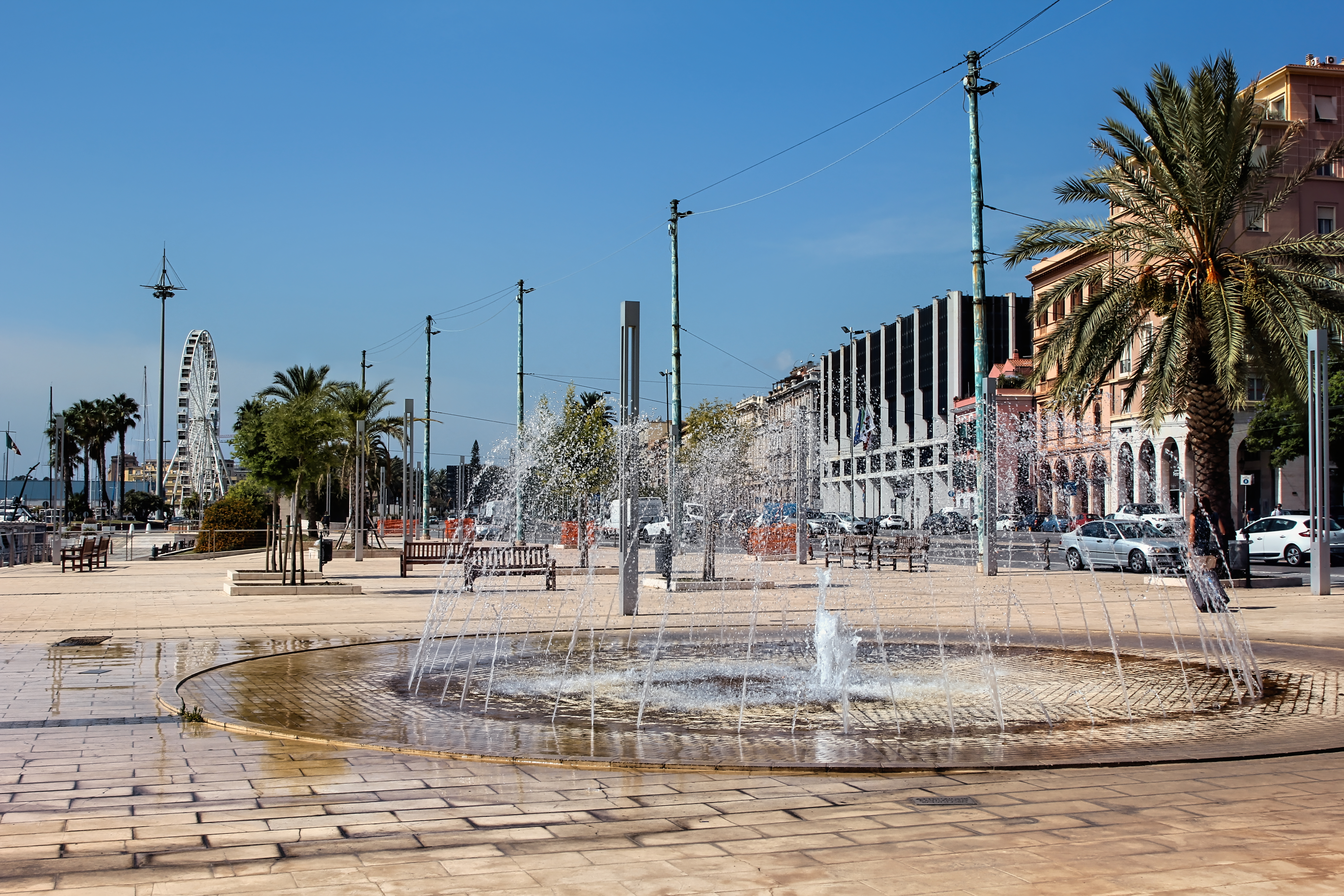
Piazza vittime del Moby Prince sul lungomare di via Roma

A partire dall'estremità est di via Roma, il primo palazzo porticato che si incontra è il palazzo INA, risalente agli anni cinquanta del XX secolo, costruito sui resti del palazzo Zamberletti, edificato negli ultimi anni del XIX secolo e distrutto dai bombardamenti del 1943. Oltre si trova palazzo Ravenna, degli anni dieci.

Superati alcuni palazzotti settecenteschi e attraversata via Porcile, la passeggiata porticata riprende con il moderno palazzo del Consiglio regionale della Sardegna, edificato negli anni ottanta su una vasta area ricavata dalla demolizione di un isolato di antiche case della Marina.

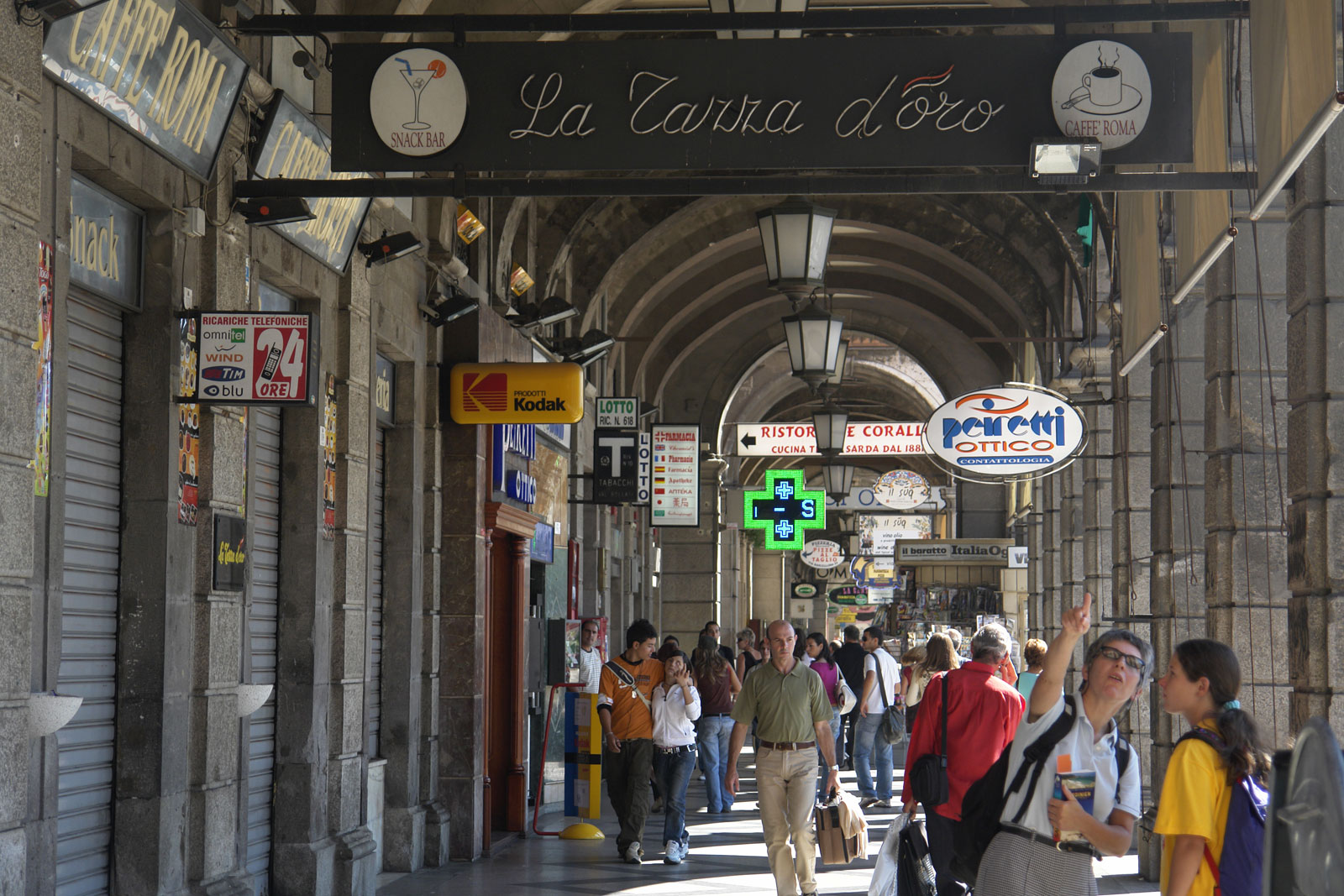
I portici affollati

Superata via Lepanto, si entra nei portici del palazzo Puxeddu Vascellari Beretta, oltre il quale, attraversata la stretta via Concezione, si passa ai portici inseriti nella facciata neoclassica, edificata nel 1932, della chiesa di San Francesco di Paola. Adiacente alla chiesa si trova palazzo Devoto, eretto nel 1870 inglobando parte del convento dei frati Minimi, allineato a via Roma e dotato di portici nel 1929. 

Oltre palazzo Devoto si trova via dei Mille, che ha la particolarità di avere un vicoletto cieco, sul lato sinistro, costituito da un piccolo tratto superstite dell'antica via San Francesco al Molo. La palazzata prosegue con il palazzo Leone Manca, edificato tra il 1924 e il 1934, all'interno del quale venne ospitato, dal 1925, il cinema Olympia; il locale, chiuso alcuni anni fa, come tutti gli altri del centro in seguito all'avvento dei multisala, è oggi occupato da un negozio di abbigliamento.

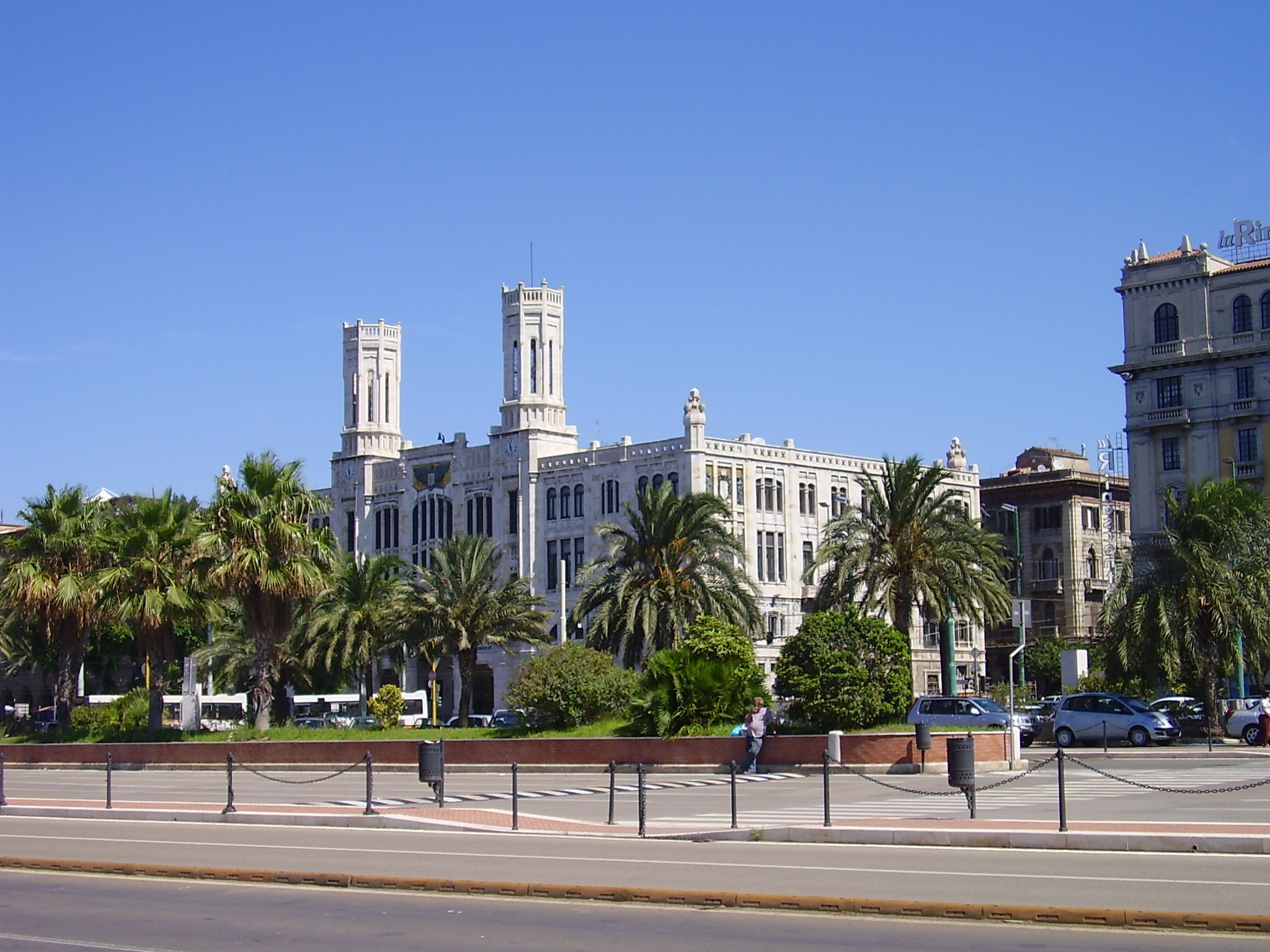
Il municipio di Cagliari: sulla destra si intravede parte della facciata principale del palazzo della Rinascente

Attraversata via Barcellona, si passa al palazzo Garzia chiamato a volte erroneamente Garzia Vivanet, edificato dai fratelli Emanuele e Giovanni Garzia tra il 1894 (l'ala su via Barcellona) e il 1905 (la parte su via Napoli), e al palazzo Putzu Spano, risalente agli anni trenta. Oltre, ai due angoli con la via Bayle, sorgono i due palazzi Magnini, fra i primi a sorgere su via Roma tra il 1894 e il 1895. L'ultimo palazzo prima di largo Carlo Felice è l'imponente palazzo de La Rinascente, eretto tra il 1925 e il 1930 ad opera dell'ingegnere Federico Rampazzini.
Oltre il largo sorgono ancora il palazzo Civico e il neogotico palazzo Vivanet, eretto tra il 1893 e il 1895, caratterizzato dall'utilizzo dei mattoni in cotto lasciati a vista e dalle arcate ogivali dei portici, gravemente danneggiato durante i bombardamenti e successivamente restaurato (i restauri sono evidenziati dall'uso di mattoni con diverse tonalità di colorazione).
Via Roma, fino agli anni settanta del XX secolo, era davvero il luogo d'incontro dei cagliaritani di tutte le età, compresi gli abitanti dei paesi limitrofi che affollavano i negozi. I portici riparavano le persone nelle giornate fredde e piovose, il lungomare costituiva una piacevole attrattiva verso il golfo e il porto da cui partivano le motonavi per la penisola.